# Jayati Ghosh
Jayati Ghosh (née en 1955) est une économiste indienne, spécialiste reconnue dans de nombreux domaines économiques : globalisation, finance internationale, macro-économie, économie des pays émergents...

## Biographie
Elle a obtenu son doctorat à l'université de Cambridge (1984).
Jayati Ghosh écrit régulièrement pour de nombreux périodiques économiques : Frontline, Businessline, le journal bengali Ganashakti (en), Deccan Chronicle (en), Asian Age...
Elle est l'auteure principale du West Bengal Human Development Report qui a obtenu en 2006 le prix PNUD pour l'excellence de son analyse.
Jayati Ghosh participe à de nombreux initiatives : elle est l'une des fondatrices du Economic Research Foundation à New Delhi, une fondation à but non lucratif dédiée aux recherches économiques ; mais aussi l'Executive Secretary de l'IDEAs (International Development Economics Associates), un réseau d'économistes critiques à l'égard du modèle néo-libéral. Elle est encore notamment membre du National Knowledge Commission (en) mise en place en 2005 par le premier ministre indien Manmohan Singh et de l'Advisory Committee of National Translation Mission (NTM) (en), un projet du gouvernement indien.
Elle vit actuellement à New Delhi, où elle enseigne à l'université Jawaharlal-Nehru depuis 1986. Elle est mariée à l'économiste Abhijit Sen, ancien membre de la Planning Commission of India.

## Publications
Parmi ses publications :

### Ouvrages
- (en) J. Ghosh et C.P. Chandrasekhar, Crisis as conquest : learning from East Asia, New Delhi, Orient Longman, 2001, 137 p. (ISBN 978-81-250-1898-8, lire en ligne).
- (en) J. Ghosh et C.P. Chandrasekhar, The market that failed : neoliberal economic reforms in India, New Delhi, LeftWord Books, 2002, 191 p. (ISBN 978-81-87496-45-8) ré-impression 2004, 2008, 2009, 2011.
- (en) J. Ghosh, Never done and poorly paid : women's work in globalising India., New Delhi, Women Unlimited, 2009, 185 p. (ISBN 978-81-88965-44-1).
- (en) J. Ghosh, After crisis : adjustment, recovery, and fragility in East Asia., New Delhi, Tulika Books, 2009, 316 p. (ISBN 978-81-89487-58-4).

### Articles
- (en) J. Ghosh, « The new sin: infogluttony », Outlook,‎ 24 décembre 1999 (lire en ligne)
- (en) J. Ghosh, « Will the Crisis Reverse Global Migration? », Outlook,‎ 17 juillet 2009 (lire en ligne)
- (en) J. Ghosh, « The Nobel prize for economics may need its own bailout », The Guardian, Londres,‎ 8 octobre 2009 (lire en ligne)
- (en) J. Ghosh, « Could Ecuador be the most radical and exciting place on Earth? », The Guardian, Londres,‎ 19 janvier 2012
- (en) J. Ghosh, « India's rural employment programme is dying a death of funding cuts », The Guardian, Londres,‎ 5 février 2015 (lire en ligne)

## Distinctions
- Conference President, Indian Society for Labour Economics, 2013
- Satyendranath Sen Award, Asiatic Society, Kolkata, 2012
- ILO Decent Work Research Prize, Genève 2010
- NordSud Prize for Research in Social Sciences, Fondazione Pescarabruzzo, Italie, 2010
- Ava Maiti Memorial Prize, Asiatic Society, Kolkata 2006
- UNDP Award for Excellence in Analysis, (for West Bengal Human Development Report), New York 2006

## Sources
- (en) Cet article est partiellement ou en totalité issu de l’article de Wikipédia en anglais intitulé « Jayati Ghosh » (voir la liste des auteurs).